# Urowene
Urowene (bułg. Уровене) – wieś w Bułgarii, w obwodzie Wraca, w gminie Kriwodoł. Według danych szacunkowych Ujednoliconego Systemu Ewidencji Ludności oraz Usług Administracyjnych dla Ludności, 15 września 2023 roku miejscowość liczyła 192 mieszkańców.

## Historia
Na zachód od wsi odkryto pozostałości osady trackiej z epoki żelaza, a na północy – rzymskie grobowce i mauzoleum z II w. To mauzoleum jest unikalne dla Bułgarii, ponieważ jest jedynym odkrytym mauzoleum z epoki rzymskiej. Jest to ośmioboczna budowla kamienna z kryptą, posiadająca półkoliste sklepienie i trzy półcylindryczne nisze grobowe. Nieopodal na terenie Rosnenca odkryto także ruiny dużej rustykalnej rzymskiej willi, która istniała między II a IV wiekiem. Na zachód od dzisiejszej wsi znajdowała się osada bułgarska, jeszcze w okresie przed zniewoleniem osmańskim. W 2013 roku otwarto pierwszą we wsi kaplicę (paraklis), zbudowaną w całości z datków.